# ノア・カッターバッハ
ノア・カッターバッハ（Noah Katterbach, 2001年4月13日 - ）は、ドイツ・ノルトライン＝ヴェストファーレン州ジンメラート出身のサッカー選手。ハンブルガーSV所属。ポジションはDF。

## クラブ経歴
7歳の時に1.FCケルンのユースアカデミーに入所。2017年にU-19チームに昇格。2017-18シーズンに18試合2ゴールを記録し、2018年度のU-17部門のフリッツ・ヴァルター・メダルを受賞。翌シーズンもU-19リーグで活躍し、シーズン終盤には一気にトップチームに昇格。同シーズンの2部リーグ優勝も経験した。2019-20シーズンは、シーズン当初はチームIIでプレーし、2019年10月にトップチームに再昇格。10月5日のシャルケ04戦でブンデスリーガ初出場。以降は負傷に悩まされながらも先発に定着し、2020年5月10日には2024年までの契約に合意。同シーズンは18試合に出場し、ブンデスリーガ残留に貢献。8月には2020年度のU-19部門のフリッツ・ヴァルター・メダルを受賞した。
2022年1月18日、FCバーゼルへのローン移籍が発表された。
2023年1月14日、バーゼルへのローン移籍を打ち切り、ハンブルガーSVへシーズン終了までのローン移籍が発表された。

## 代表経歴
2017年から、各ユース世代のドイツ代表に随時招集されている。